# مارك أدير
مارك أدير (27 مارس 1996 في المملكة المتحدة - ) (بالإنجليزية: Mark Adair)‏ هو لاعب كريكت بريطاني. لعب مع نادي وارويكشاير للكريكيت ‏.

## وصلات خارجية
- مارك أدير على موقع إي آس بي آن كريك إنفو (الإنجليزية)